# Karl Bründel
Karl Ulrich Johannes August Otto Bründel (* 9. Juni 1893 in Rostock; † 16. Oktober 1971 in Lübeck) war ein deutscher Rechtsanwalt und Notar sowie Politiker.

## Leben
Karl Bründel studierte ab 1912 Rechtswissenschaften an den Universitäten Rostock, München und Berlin. Er beendete seine Studien an der Universität Rostock. Nach der Promotion zum Dr. jur. 1919 in Würzburg mit seiner Dissertation Die Entwicklung der Lübecker Reederei seit dem Beginn des 19. Jahrhunderts trat er in die Sozietät der Rechtsanwälte Martin Meyer (1878–1966) und Leopold Jacobsohn (1877–1945) ein und wurde Rechtsanwalt und Notar in Lübeck.
1929 wurde Bründel in die Lübecker Bürgerschaft als Landesparlament gewählt und gehörte ihr bis 1933 an. Ab 1945/1946 gehörte er der von der britischen Militärregierung ernannten Lübecker Bürgerschaft an. Als Mitglied der CDU war er 1946 bis 1951 Mitglied der gewählten Bürgerschaft. Als ehrenamtlicher Senator gehörte er dem Senat der Hansestadt Lübeck von 1946 bis 1950 an und war zeitweilig erster stellvertretender Bürgermeister der Stadt.